# Morti nel 2020
| Questa pagina contiene informazioni ricavate automaticamente dalle voci biografiche con l'ausilio del template Bio e di un bot. L'aggiornamento è periodico e automatico e ricostruisce completamente la pagina. Se manca una persona in questa lista, sei pregato di non aggiungerla, ma accertati piuttosto che la sua voce biografica contenga il template Bio e che i dati anagrafici siano correttamente compilati. Se il template Bio manca, inseriscilo tu stesso o, in alternativa, metti l'avviso {{tmp\|Bio}} che ne segnala la mancanza. Se i dati riportati sono sbagliati, correggi direttamente la voce biografica; le modifiche saranno visibili in questa lista entro pochi giorni. Per chiarimenti vedi il progetto biografie. La lista contiene solo le 2.761 persone che sono citate nell'enciclopedia e per le quali è stato implementato correttamente il template Bio. Pagina aggiornata al 18 ago 2025. |

## Senza giorno specificato(18)
- Nino Aimone, artista italiano (n. 1932)
- Mirko Amon, cestista jugoslavo (n. 1930)
- John Austin, cestista statunitense (n. 1944)
- Carlo Barbieri, restauratore italiano (n. 1940)
- Lumturi Blloshmi, pittrice albanese (n. 1944)
- Joan Curry, tennista e giocatrice di squash britannica (n. 1918)
- Ali Kazaz, cestista turco
- Jaroslav Křivý, cestista cecoslovacco (n. 1936)
- Henry Largie, calciatore giamaicano (n. 1940)
- Bojana Milošević, cestista jugoslava (n. 1965)
- Resmi Resmiev, sciatore alpino bulgaro (n. 1947)
- Miroslav Rys, hockeista su ghiaccio e calciatore cecoslovacco (n. 1932)
- Elio Sannangelo, attore italiano (n. 1926)
- Charles R. Saunders, scrittore e giornalista statunitense (n. 1946)
- Milenko Skoknic, cestista cileno (n. 1925)
- Michael Nelson Tjakamarra, pittore australiano (n. 1946)
- Joss Williams, effettista britannico (n. 1960)
- Pietro Zegna, scultore italiano (n. 1929)